# Šport u 1867.
◄◄ | ◄ | 1864. | 1865. | 1866. | 1867.  | 1868. | 1869. | 1870. | ► | ►►
Arhitektura • Astronomija • Biologija • Fotografija • Glazba • Kazalište • Kemija • Kiparstvo • Knjige • Književnost • Kršćanstvo • Meteorologija • Medicina • Planinarstvo • Politika • Pravo • Promet • Slikarstvo • Šport • Znanost • Željeznički promet
Šport u 1867.

## Svijet

### Osnivanja
- Sheffield Wednesday F.C., engleski nogometni klub

## Vanjske poveznice
|  | Zajednički poslužitelj ima još gradiva o temi Šport u 1867. |